# Джонни Блэйз (киноперсонаж)
Джо́натон «Джо́нни» Блэйз (англ. Johnathon "Johnny" Blaze) — главный герой кинодилогии «Призрачный гонщик» (2007—2012). Является адаптированной Марком Стивеном Джонсоном версией одноимённого персонажа комиксов издательства Marvel Comics, созданного Роем Томасом, Гэри Фридрихом и Майком Плугом. Исполнитель роли — Николас Кейдж.
Джонни Блэйз — знаменитый мотоциклист-каскадёр, заключивший сделку с дьяволом по имени Мефистофель и продавший ему свою душу в обмен на исцеление своего смертельно больного отца. Впоследствии Мефистофель превращает Джонни в При́зрачного го́нщика (англ. Ghost Rider) — охотника за душами в облике сверхъестественного скелета, объятого пламенем, жаждущего карать виновных и отправлять их души в ад.
За своё исполнение Кейдж получил смешанные отзывы рецензентов; роль принесла актёру номинацию на антинаграду «Золотая малина» в категории «худшая мужская роль».

## Создание образа

### Первое появление персонажа
На страницах комиксов Джонни Блэйз дебютировал в 5-м выпуске серии Marvel Spotlight (август 1972). Был создан сценаристом Гэри Фридрихом, главным редактором Marvel Comics Роем Томасом и художником Майком Плугом; имя «Джонни Блэйз» персонажу дал Стэн Ли.

### Подбор актёра и исполнение

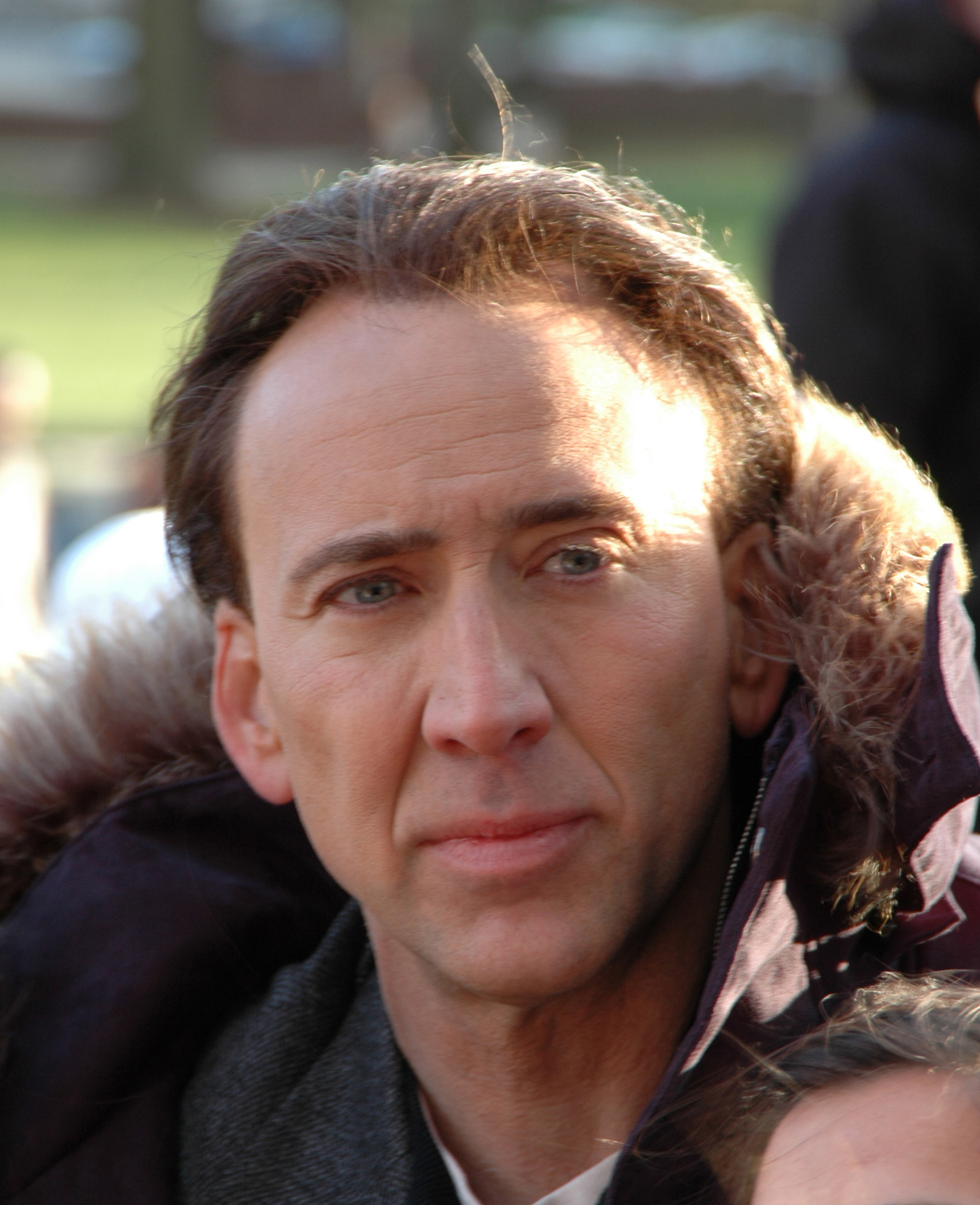
Николас Кейдж, исполнитель роли Джонни Блэйза / Призрачного гонщика

В июне 2001 года поклонник комиксов про Призрачного гонщика Николас Кейдж вступил в переговоры с Marvel о получении данной роли; на тот момент режиссёрское кресло фильма занимал Стивен Норрингтон. Первоначально продюсер Ави Арад предложил изобразить Джонни Блэйза Эрику Бане: «Он был в курсе, что Николас Кейдж претендует на эту роль, но всё равно хотел встретиться, так как является профессиональным байкером»; однако после переговоров с Арадом Бана подписал контракт на роль Халка в одноимённом фильме 2003 года. В апреле 2003 года, когда Columbia Pictures приобрела права на перенос комиксов о Гонщике на киноэкраны, Кейдж официально получил роль, а новым режиссёром стал Марк Стивен Джонсон. Как заявил Джонсон, кроме Кейджа он никого в этой роли даже не рассматривал.
Николас Кейдж описал Джонни Блэйза как «человека, который… заключил эту сделку и пытается избежать выполнения [её условий]». Также, по словам Николаса, каскадёрская карьера Блэйза — это способ сохранить связь с погибшим отцом. Кейдж ездил на мотоцикле Buell, а также на модифицированном хардтейл-чоппере «Грейс», который впоследствии превращался в «Адский мотоцикл». Колёса Адского мотоцикла также подверглись модернизации: создатели фильма устанавливали прочные шины и обвивали их языками пламени; благодаря такому приёму мотоцикл смотрелся на экране реалистично. Дабы вжиться в образ Призрачного гонщика в сиквеле Кейдж раскрасил лицо в чёрно-белый цвет, носил контактные линзы чёрного цвета и прикрепил к своей кожаной куртке фрагменты древнеегипетских артефактов, в то время как всеизвестный вид горящего скелета специалисты по визуальным эффектам реализовывали на компьютерах благодаря CGI; в таком облике актёр ходил на съёмочной площадке и ни с кем не разговаривал, пристально смотря окружающим в глаза и лицезрея их реакцию, чтобы понять, боятся ли они его.

### Визуальные эффекты
Кевин Мак, супервайзер по визуальным эффектам, и команда Sony Pictures Imageworks выполнили непростую задачу — создание огня на теле Призрачного гонщика. При этом, отображение любой эмоции Гонщика — кроме ярости — сопровождалось уменьшением и окрашиванием пламени на его черепе в синий цвет. Работу над созданием голоса Призрачного гонщика проводил звукорежиссёр Дэйн Дэвис. Он отфильтровал реплики Кейджа через три различных вида рычания животных, воспроизводившихся в обратном порядке и на разных звуковых частотах. Режиссёр фильма Марк Стивен Джонсон описал голос Гонщика как «глубокий, демонический, механический львиный рык». Череп Призрачного гонщика был создан на основе рентгеновских снимков черепа Кейджа. Для демонстрации физической формы Джонни Блэйза авторы кинокартины закрасили татуировки на руках Николаса.

## Биография

### Сделка с Мефистофелем и превращение в Призрачного гонщика
1986 год. 17-летний мотокаскадёр Джонни Блэйз, участвующий в выступлениях вместе со своим отцом Бартоном, ежедневно рискует жизнью, радуя публику опаснейшими трюками. Параллельно юноша проводит время со своей возлюбленной Роксанной Симпсон. Придя домой после очередной встречи с Роксанной, Джонни узнаёт, что его отец страдает раком лёгких. В ту же ночь к Джонни является дьявол Мефистофель и предлагает ему избавить Бартона от недуга в обмен на душу Джонни. В отчаянии Блэйз-младший ставит кровью свою подпись на договоре, случайно порезав палец о край бумаги. Несмотря на договор, на следующий день Бартон трагически гибнет во время исполнения опасного трюка. Джонни обвиняет в случившемся Мефистофеля. Дьявол же, считая свою часть договора выполненной, сообщает Блэйзу о своём замысле сделать его в будущем своим слугой. На фоне случившегося парень бросает Роксанну.
К 2007 году Джонни стал известным каскадёром, прославившимся своими смертельными трюками и необъяснимой способностью каждый раз оставаться невредимым. В то же время с каждым разом представления Блэйза становятся всё смертоноснее. Однажды, перед очередным опасным выступлением, Джонни встречает Роксанну, ныне ставшую журналисткой. Решив не терять шанс вернуть потерянную любовь, он назначает ей свидание. Планы Джонни рушатся после появления Мефистофеля: дьявол поручает ему уничтожить прибывших из ада Блэкхарта (сына Мефистофеля) и трёх его приспешников, демонов Валло, Грессиля и Абигора. В качестве награды Мефистофель обещает вернуть душу Джонни. Бес делает Блэйза Призрачным гонщиком — демоническим сверхсильным существом с пламенным скелетом. На неподдающемся управлению мотоцикле он добирается до железнодорожной станции, некогда бывшей кладбищем. После полной трансформации Блэйз, вооружённый металлической цепью, убивает Грессиля, в то время как остальные спешно скрываются. Сев на пылающий мотоцикл, Призрачный гонщик пускается выполнять миссию Мефистофеля. По пути Гонщик становится свидетелем ограбления женщины. Адский мотоциклист останавливает преступника и применяет к нему «наказующий взор» — свою мощнейшую суперспособность; взгляд Гонщика обрушает на грабителя всю боль и страдания, причинённые им другим людям на протяжении жизни.
Наступает рассвет, и Джонни возвращается в свой человеческий облик. Он приходит в себя на кладбище, где его обнаруживает смотритель, обладающий глубокими познаниями о Призрачных гонщиках и их проклятиях. Вернувшись домой, Джонни раскрывает Роксанне правду о своей новой сущности — охотнике за головами на службе у дьявола. Не поверив словам Блэйза, девушка покидает дом. Вскоре прибывает полиция и арестовывает Джонни как подозреваемого в убийствах, совершённых Блэкхартом, и в разрушениях, устроенных в городе. В тюремной камере Блэйз вновь принимает облик Призрачного гонщика и, выбравшись на свободу, на глазах у полиции и Роксанны уничтожает Абигора. На следующий день смотритель рассказывает ему историю Картера Слэйда — техасского рейнджера, который, как и Блэйз, заключил договор с Мефистофелем и превратился в Призрачного всадника. Он предостерёг Джонни от общения с близкими и друзьями, поскольку Блэкхарт мог этим воспользоваться.
Блэйз возвращается домой, где обнаруживает взятую в плен Блэкхартом Роксанну и убитого лучшего друга. Джонни трансформируется в Призрачного гонщика и вступает в схватку с ним. Попытка применить «наказующий взор» на Блэкхарте оказалась безрезультатной, ибо он не обладает душой. Угрожая жизни Роксанны, Блэкхарт требует от Блэйза принести договор на тысячу злобных человеческих душ — «договор Сан-Венганзы».
Джонни направляется к смотрителю, который оказывается живым Картером Слэйдом. Слэйд передаёт ему договор, превращается в Призрачного всадника и показывает Джонни путь в Сан-Венганзу, давно заброшенный город-призрак, осаждённый проклятыми душами его горожан. Прибыв туда, Картер вручает Джонни свой дробовик и исчезает. Убив Валло, Блэйз отдаёт договор Блэкхарту, после чего превращается в Адского мотоциклиста и нападает на него. С наступлением рассвета силы Гонщика начинают постепенно угасать, и демон, воспользовавшись моментом, поглощает тысячи душ Сан-Венганзы, преобразившись в существо по имени Легион. В тени Блэйз модифицирует ружьё, превращая его в смертоносное адское оружие. Выстрелом Джонни разносит Легиона на части, но души быстро собираются вновь и восстанавливают злодея. Блэйз пользуется новоявленной слабостью Легиона, — наличием душ, — и применяет на нём «наказующий взор». После поражения Блэкхарта появляется Мефистофель, намеревающийся забрать дух Призрачного гонщика, поскольку договор выполнен. Однако Джонни отказывается: вместо этого он заявляет о своём намерении использовать проклятье Призрачного гонщика для защиты невинных и противостоять самому Мефистофелю. Обманутый дьявол исчезает, забирая с собой тело Блэкхарта, а Блэйз воссоединяется с Роксанной.

### Спасение Дэнни Кетча
Неспособный контролировать силу Духа мщения, Джонни Блэйз скрывается в Восточной Европе на протяжении восьми лет, пытаясь сдерживать превращения в Призрачного гонщика. Однажды в его убежище появляется монах по имени Моро. Он предлагает Блэйзу спасение от проклятия, но в награду за услугу просит найти Дэнни Кетча, 13-летнего мальчика, являющегося сыном Мефистофеля, ныне носящего имя Рорк, и доставить его в святилище, где монахи будут оберегать его; дьявол жаждет завладеть телом Кетча. Блэйз соглашается на предложение Моро и, трансформировавшись в Призрачного гонщика, отправляется на поиски Дэнни. Гонщик уничтожает нескольких бандитов, но преступник Рэй Кэрриган, действующий по приказу Рорка, успевает скрыться вместе с мальчиком.
На следующее утро Джонни объединяется с Надей, матерью Дэнни. Вместе они выслеживают Васила, человека, который сообщает о местонахождении Кэрригана. Блэйз сразу же отправляется в указанное место. В облике Гонщика он расправляется с приспешниками Кэрригана, обеспечивая побег Наде и Дэнни. Следующим утром Надя, Дэнни и Джонни прибывают в святилище, где мистическое братство обещает защитить мальчика от влияния Рорка. Параллельно Моро рассказывает Блэйзу историю духа Призрачного гонщика — Заратоса: он был могущественным ангелом и Духом правосудия, — защитником невинных, — но в один момент был обманут злыми силами, отправлен ими в преисподнюю и извращён, превратившись в Духа мщения, стремящегося наказывать виновных. Ритуал позволил извлечь Заратоса из тела Джонни.
Монахи планируют убить Дэнни, считая его угрозой из-за его происхождения. Их намерение прерывается получившим сверхспособности Кэрриганом, который похищает мальчика, намереваясь передать его Рорку. В ходе ритуала, устроенного дьяволом с целью переселиться в тело Кетча, мальчик понимает, что обладает аналогичными своему отцу способностями, а потому передаёт дух Заратоса обратно Блэйзу, даровав ему способность перевоплощаться в Призрачного гонщика даже при дневном свете. Не теряя времени, Адский мотоциклист и Надя отправляются за сбежавшим с Дэнни Рорком. В процессе погони Призрачный гонщик расправляется с Рэем. В конечном счёте Гонщик настигает Рорка и отправляет его прямиком в ад. Освободившись от связи с дьяволом, дух Заратоса вновь обретает свою ангельскую сущность, а пламя Гонщика теперь сияет голубым цветом. Благодаря ангельской силе Блэйз исцеляет умирающего Дэнни и сообщает ему о победе.
После этого объятый голубым пламенем ангелов Призрачный гонщик продолжил бороться со злом не карая виновных, а защищая невинных людей.

## Появления в других медиа-адаптациях
Джонни Блэйз фигурирует в видеоигре 2007 года Ghost Rider, которая служит вольным продолжением событий одноимённого фильма Марка Стивена Джонсона; голос персонажу подарил Дейв Фукетт.

## Отзывы и номинации
По мнению Вика Холтремана из Screen Rant, «в исполнении [Николаса] присутствует некая „одинаковость“, которая начинает утомлять», однако образ Гонщика рецензент оценил положительно. Марку Савлову из The Austin Chronicle также понравилась киноверсия Блэйза: он описал Кейджа как «единственное спасение фильма среди множества пошлых (но точно соответствующих образам серии Marvel) спецэффектов и диалогов». Питер Хартлауб из San Francisco Chronicle заявил: «Увлекательно наблюдать за актёром, который думает, что снимается в хорошем фильме, а на самом деле снимается в плохом. Возможно, Николас Кейдж пытался возвысить „Призрачного гонщика“ силой своего исполнения. А может быть, он не представлял, насколько глупо будет выглядеть его персонаж, когда люди со спецэффектами закончат работу — как будто кто-то облил жидкостью для зажигалок скелет из урока естествознания в седьмом классе». По мнению критиков Rotten Tomatoes, актёрская игра Николаса Кейджа в сиквеле «настолько предсказуема, что уже не удивляет». Напротив, Бен Сакс из Chicago Reader похвалил игру Кейджа и назвал её «странной». Марк Савлов, написавший для The Austin Chronicle, посчитал, что Кейдж «находит свою роль антигероя второго плана из комиксов Marvel одновременно глупой, невероятно весёлой и позволяющей прилично заработать за не слишком большой труд».
За исполнение роли Блэйза в обеих картинах Кейдж был номинирован на антипремию «Золотая малина» в категории «худшая мужская роль».

## Будущее
После релиза «Призрачного гонщика 2» Николас Кейдж заявил, что не будет возвращаться к роли Джонни Блэйза в потенциальной третей части.
В 2013 году права на персонажа вернулись к Marvel Studios. В 2016 году другая версия Призрачного гонщика по имени Робби Рейес появилась в телесериале медиафраншизы «Кинематографическая вселенная Marvel» (КВМ) «Агенты „Щ.И.Т.“», роль исполнил Гэбриел Луна.
В 2023 году Кейдж сообщил, что не против повторить роль Призрачного гонщика.
В 2024 году Райан Рейнольдс, звезда картины КВМ «Дэдпул и Росомаха», заявил, что рассматривал идею дать версии Джонни Блэйза в исполнении Кейджа камео в фильме. По неизвестным причинам этого не произошло. В августе того же года концепт-художник Marvel Studios Родни Фуэнтебелл опубликовал в сети арт, который создал на ранних этапах производства «Дэдпула и Росомахи»: на нём Призрачный гонщик Кейджа стоит в окружении десятков вариантов Дэдпула и других персонажей Fox из фильмов 2000-х годов.